# جوناثان هولدن
جوناثان هولدن (بالإنجليزية: Jonathan Holden)‏ هو شاعر أمريكي، ولد في 1941.